# Ts’ehlanyane-Nationalpark
Der Ts’ehlanyane-Nationalpark (englisch Ts’ehlanyane National Park; häufig auch Tsehlanyane National Park) ist einer von zwei Nationalparks in Lesotho. Er ist 5300 Hektar (53 km²) groß. Laut IUCN soll sich der Nationalpark laut Angaben der Abteilung für Umwelt des Ministeriums für Tourismus, Umwelt und Kultur auf den ganzen Osten Lesothos erstrecken und eine Größe von 6324,02 km² umfassen. Er wäre damit das größte Schutzgebiet des Landes.
Der Nationalpark befindet sich am Westrand der Drakensberge (Malotiberge) und schützt unter anderem einige der wenigen Wälder des Landes mit einheimischen Hölzern wie dem Ouhout (Leucosedia sericea). Die Flüsse Tsehlanyane und Holomo fließen durch den Park.
Der Ts’ehlanyane-Nationalpark soll gemeinsam mit dem Bokong-Naturreservat als Biosphärenreservat vorgeschlagen werden (Stand 2018). Ts’ehlanyane ist die lokale Bezeichnung für die Bambusart Thamnocalamus tessellatus (Südafrikanischer Bergbambus).